# 강화해협

강화해협에 설치된 조선시대 진과 돈대의 위치

강화해협(江華海峽)은 인천광역시 강화군과 경기도 김포시 사이의 해협이다. 염하(鹽河)라고도 한다.
북쪽의 월곶과 남쪽의 황산도 사이의 해수면 높이차가 커서 물살이 빠르다. 이 해협을 가로질러 강화대교와 강화초지대교가 해협위에 건설되여 있다.